# Waitoreke
Waitoreke (také kaureke nebo novozélandská vydra) je údajný vodní živočich, vyskytující se na Novém Zélandu.

## Popis
Waitoreke má prý štíhlé asi půl metru dlouhé tělo s krátkýma nohama a hustou tmavě hnědou srst. Je popisován jako samotářský noční tvor žijící ve vodních tocích odlehlých oblastí Jižního ostrova. Živí se pravděpodobně rybami. Vzhledem i způsobem života tak nejspíše připomíná evropskou vydru. 

## Historie
Podle vyprávění domorodých Maorů byl waitoreke v minulosti hojný a někdy ho chovali jako domácího mazlíčka. Kapitán James Cook se ve svém deníku zmiňuje o pozorování waitoreke. Nejvěrohodnější svědectví podal roku 1861 německý cestovatel a geolog Julius von Haast, který viděl stopy a kožešinu tohoto zvířete, která byla bíle skvrnitá a postrádala plovací blány. Jeden farmář Hastovi vyprávěl, jak waitorekeho spatřil u potoka a chtěl ho zabít jezdeckým bičem. Když zvíře udeřil, ostře zakvičelo a skočilo do vody. Haastovo líčení převzali Ferdinand Hochstetter a Alfred Brehm. Ještě Ottův slovník naučný uvádí waitoreke jako skutečně existující, byť vzácné, zvíře. Protože ale vědci nezískali k dispozici žádný exemplář tohoto tvora, bývá waitoreke pokládán za fiktivního tvora.

## Etymologie
Název waitoreke se překládá jako „ostnaté vodní zvíře“. To může odkazovat jak na ježatou srst vodních savců, tak i na jedovou ostruhu ptakopyska. Jiné vysvětlení vychází ze slovesa torangi – skrývat se. Uznávaný jazykovědec Te Rangi Hiroa (Peter Buck) však prohlašuje, že je to všechno nesmysl a žádný takový výraz v maorském jazyce nikdy neexistoval.

## Vysvětlení

### Teorie o původu waitoreke
- Nikdy neexistoval, je to folklorní báchorka. Proti tomu bývá namítáno, že lidská fantazie může stvořit létající draky nebo obří humanoidy, ale proč by si někdo vymýšlel tak nenápadné zvíře; proto někteří přírodovědci odmítají zařadit waitoreke do oblasti kryptozoologie a vážně jeho existenci zkoumají.
- Jedná se o příbuzného australského ptakopyska, který zde přežil ještě z období, kdy byly obě pevniny spojeny. V této souvislosti bývá připomínána fosilie ze Saint Bathans, zatím nepopsaný druh primitivního savce velikosti krysy, zřejmé příbuzný ptakořitným, pocházející z miocenních vrstev (stáří 19–15 milionů let) v oblasti Otago na Jižním ostrově. není vyloučeno, že zde jeho potomci mohli přežít déle a vyhynout až v důsledku konkurence zavlečených druhů savců.
- Je to vodní hlodavec příbuzný australské myši bobří, podle některých svědectví si waitoreke staví hráze; teoreticky by mohly myši bobří na Nový Zéland připlout z Austrálie nebo Tasmánie na vyvráceném kmeni nebo jiném přirozeném „voru“.
- Jde o vačnatce z příbuzenstva kunovců; který se sem dostal z Austrálie nebo z Tasmánie na vyvráceném kmeni nebo jiném přirozeném „voru“, podle některých svědectví má waitoreke na hřbetě bílé skvrny jako kunovci. V samotné Austrálii však nežije žádný vačnatec specializovaný na vodní prostředí.
- Jde o endemický druh vydry. Na Novém Zélandu však před příchodem Evropanů prokazatelně nežily šelmy. Není pravděpodobné, že by zrovna vydry tvořily výjimku. Pravděpodobná není ani možnost, že by se vydry z oblasti Indonésie dostaly na Nový Zéland společně s austronéskými předky Maorů.
- Hlášení o waitoreke vznikla záměnou s mořskými lachtany, kteří se proti proudu řek dostali do vnitrozemí. Waitoreke by však měl být daleko menší než lachtan a mít zcela jiný tvar těla.
- Nejromantičtější, avšak nejméně pravděpodobné, vysvětlení označuje waitoreke za živoucí fosilii, potomka cynodontů (savcovitých plazů z období triasu).